# Приз «Известий» 1996
Приз газеты «Известия» 1996 — ХХIХ традиционный международный турнир в рамках Еврохоккейтура . Состоялся 16 — 21 декабря 1996 года в Москве. Участники турнира: Россия, Чехия, Швеция, Канада и Финляндия. Победитель — сборная Швеции.

## Итоговая таблица
| М | Команда   | 1   | 2   | 3   | 4   | 5   |  | И | В | Н | П | Шайбы  | О |
| - | --------- | --- | --- | --- | --- | --- |  | - | - | - | - | ------ | - |
| 1 | Швеция    | ■   | 3:1 | 3:1 | 3:3 | 5:1 |  | 4 | 3 | 1 | 0 | 14 — 6 | 7 |
| 2 | Россия    | 1:3 | ■   | 3:1 | 3:1 | 6:0 |  | 4 | 3 | 0 | 1 | 13 — 5 | 6 |
| 3 | Финляндия | 1:3 | 1:3 | ■   | 5:2 | 6:1 |  | 4 | 2 | 0 | 2 | 13 — 9 | 4 |
| 4 | Чехия     | 3:3 | 1:3 | 2:5 | ■   | 3:1 |  | 4 | 1 | 1 | 2 | 9 — 12 | 3 |
| 5 | Канада    | 1:5 | 0:6 | 1:6 | 1:3 | ■   |  | 4 | 0 | 0 | 4 | 3 — 20 | 0 |

## Матчи турнира
| 16 декабря 1996 | Финляндия | 1 : 3 (1:2, 0:1, 0:0) | Россия | Дворец спорта ЦСКА, Москва Зрителей: 4200 |

| Отчёт                                | Отчёт                     | Отчёт | Отчёт                             | Отчёт                                              |
| ------------------------------------ | ------------------------- | --- | --------------------------------- | -------------------------------------------------- |
|                                      |                           | |                                   |                                                    |
|                                      | Ярмо Мюллюс — 00:00-59:41 | Вратари | 00:00-00:60 — Максим Михайловский | Судьи: Андерссон Анатолий Захаров Вячеслав Буланов |
|                                      | Голы:                     | |                                   | Судьи: Андерссон Анатолий Захаров Вячеслав Буланов |
| Яркко Варвио (Э. Хямяляйнен) — 16:56 | 0:1 0:2 1:2 1:3           | 5:08 — Дмитрий Ерофеев (С. Петренко) 14:30 (бол) — Сергей Петренко (В. Буцаев) 22:17 — Александр Королюк (С. Баутин) |                                   | Судьи: Андерссон Анатолий Захаров Вячеслав Буланов |
|                                      |                           | |                                   | Судьи: Андерссон Анатолий Захаров Вячеслав Буланов |
|                                      |                           | |                                   | Судьи: Андерссон Анатолий Захаров Вячеслав Буланов |
|                                      |                           | |                                   | Судьи: Андерссон Анатолий Захаров Вячеслав Буланов |
| 8 мин                                | Штраф                     | 18 мин |                                   | Судьи: Андерссон Анатолий Захаров Вячеслав Буланов |
|                                      |                           | |                                   |                                                    |
|                                      | 35 (9+16+10)              | Броски | 38 (11+17+10)                     |                                                    |

| 16 декабря 1996 | Канада | 1 : 5 (0:1, 1:2, 0:2) | Швеция | Дворец спорта ЦСКА, Москва Зрителей: 1850 |

| Отчёт                                      | Отчёт                    | Отчёт | Отчёт                      | Отчёт                           |
| ------------------------------------------ | ------------------------ | --- | -------------------------- | ------------------------------- |
|                                            |                          | |                            |                                 |
|                                            | Кей Уитмор 00:00 - 60:00 | Вратари | 00:00 - 60:00 Юхан Хедберг | Судьи: Вайсфельд Козлов Поляков |
|                                            | Голы:                    | |                            | Судьи: Вайсфельд Козлов Поляков |
| Джейсон Янг (Д. Ивсон, Б. Кларк) бол 28:22 | 0:1 0:2 1:2 1:3 1:4 1:5  | 19:14 Пер Свартвадет (П. Челльберг, П.Ю. Аксельссон) 24:41 бол Пер-Юхан Аксельссон (П. Свартвадет) 35:23 Юхан Линдбум (П. Челльберг) 51:06 Пер-Юхан Аксельссон (Ю. Юнссон) 56:00 мен Петтер Нильссон (Ю. Линдбум) |                            | Судьи: Вайсфельд Козлов Поляков |
|                                            |                          | |                            | Судьи: Вайсфельд Козлов Поляков |
|                                            |                          | |                            | Судьи: Вайсфельд Козлов Поляков |
|                                            |                          | |                            | Судьи: Вайсфельд Козлов Поляков |
| 16 мин                                     | Штраф                    | 20 мин |                            | Судьи: Вайсфельд Козлов Поляков |
|                                            |                          | |                            |                                 |
|                                            | 34 (13+9+12)             | Броски | 51 (22+13+16)              |                                 |

| 17 декабря 1996 | Финляндия | 6 : 1 (2:0, 3:0, 1:1) | Канада | Дворец спорта ЦСКА, Москва Зрителей: 250 |

| Отчёт | Отчёт                       | Отчёт                                      | Отчёт                                                 | Отчёт                        |
| --- | --------------------------- | ------------------------------------------ | ----------------------------------------------------- | ---------------------------- |
| |                             |                                            |                                                       |                              |
| | Яни Хурме 00:00 - 60:00     | Вратари                                    | 00:00 - 29:45 Кей Уитмор 29:45 - 60:00 Джордан Уиллис | Судьи: Козин Захаров Шилянин |
| | Голы:                       |                                            |                                                       | Судьи: Козин Захаров Шилянин |
| Киммо Ринтанен (Ниеминен) 06:37 Мика Алатало (Ю. Риихиярви, Р. Хелминен) 08:19 Паси Саарела (Т. Саарикоски) 29:45 Юха Риихиярви (Р. Хелминен) 30:26 Яркко Варвио (Ниеминен, К. Ринтанен) 32:36 Мика Алатало (Р. Хелминен) 41:47 | 1:0 2:0 3:0 4:0 5:0 6:0 6:1 | 43:32 Стив Джанкер (Дж. Рой, Р. Саймонтон) |                                                       | Судьи: Козин Захаров Шилянин |
| |                             |                                            |                                                       | Судьи: Козин Захаров Шилянин |
| |                             |                                            |                                                       | Судьи: Козин Захаров Шилянин |
| |                             |                                            |                                                       | Судьи: Козин Захаров Шилянин |
| 16 мин | Штраф                       | 12 мин                                     |                                                       | Судьи: Козин Захаров Шилянин |
| |                             |                                            |                                                       |                              |
| | 25 (5+12+8)                 | Броски                                     | 20 (7+3+10)                                           |                              |

| 17 декабря 1996 | Россия | 3 : 1 (0:0, 0:1, 3:0) | Чехия | Дворец спорта ЦСКА, Москва Зрителей: 3500 |

| Отчёт | Отчёт                             | Отчёт                            | Отчёт                       | Отчёт                           |
| --- | --------------------------------- | -------------------------------- | --------------------------- | ------------------------------- |
| |                                   |                                  |                             |                                 |
| | Максим Михайловский 00:00 - 00:60 | Вратари                          | 00:00 - 59:22 Мартин Прусек | Судьи: Андерссон Козлов Поляков |
| | Голы:                             |                                  |                             | Судьи: Андерссон Козлов Поляков |
| Александр Прокопьев (А. Барков, М. Волков) 48:04 Александр Королюк (С. Петренко) 52:01 Александр Королюк (В. Епанчинцев) 60:00 | 0:1 1:1 2:1 3:1                   | 33:39 Давид Выборны (И. Зеленка) |                             | Судьи: Андерссон Козлов Поляков |
| |                                   |                                  |                             | Судьи: Андерссон Козлов Поляков |
| |                                   |                                  |                             | Судьи: Андерссон Козлов Поляков |
| |                                   |                                  |                             | Судьи: Андерссон Козлов Поляков |
| 12 мин | Штраф                             | 16 мин                           |                             | Судьи: Андерссон Козлов Поляков |
| |                                   |                                  |                             |                                 |
| | 36 (10+10+16)                     | Броски                           | 18 (2+7+9)                  |                                 |

| 18 декабря 1996 | Швеция | 3 : 3 (2:0, 1:2, 0:1) | Чехия | Дворец спорта ЦСКА, Москва Зрителей: 2100 |

| Отчёт | Отчёт                          | Отчёт                                                                                        | Отчёт                       | Отчёт                          |
| --- | ------------------------------ | -------------------------------------------------------------------------------------------- | --------------------------- | ------------------------------ |
| |                                |                                                                                              |                             |                                |
| | Микаэль Сандберг 00:00 - 60:00 | Вратари                                                                                      | 00:00 - 60:00 Мартин Прусек | Судьи: Бокарев Шилянин Захаров |
| | Голы:                          |                                                                                              |                             | Судьи: Бокарев Шилянин Захаров |
| Маркус Турессон (Н. Сундблад, М. Элунд) 08:31 Никлас Хавелид (П. Свартвадет) 14:29 Маркус Турессон (К.Юнссон, Й.Юнссон) 21:47 | 1:0 2:0 3:0 3:1 3:2 3:3        | 26:50 бол Роберт Ланг (И. Выкоукал) 34:27 мен Роберт Ланг 48:53 бол Иржи Допита (И. Беранек) |                             | Судьи: Бокарев Шилянин Захаров |
| |                                |                                                                                              |                             | Судьи: Бокарев Шилянин Захаров |
| |                                |                                                                                              |                             | Судьи: Бокарев Шилянин Захаров |
| |                                |                                                                                              |                             | Судьи: Бокарев Шилянин Захаров |
| 14 мин | Штраф                          | 8 мин                                                                                        |                             | Судьи: Бокарев Шилянин Захаров |
| |                                |                                                                                              |                             |                                |
| | 15 (6+3+6)                     | Броски                                                                                       | 28 (11+11+6)                |                                |

| 19 декабря 1996 | Финляндия | 1 : 3 (0:0, 1:3, 0:0) | Швеция | Дворец спорта ЦСКА, Москва Зрителей: 450 |

| Отчёт                                  | Отчёт                                    | Отчёт                                                                        | Отчёт                      | Отчёт                       |
| -------------------------------------- | ---------------------------------------- | ---------------------------------------------------------------------------- | -------------------------- | --------------------------- |
|                                        |                                          |                                                                              |                            |                             |
|                                        | Ярмо Мюллюс 00:00 - 58:40, 58:50 - 58:55 | Вратари                                                                      | 00:00 - 60:00 Юхан Хедберг | Судьи: Козин Козлов Поляков |
|                                        | Голы:                                    |                                                                              |                            | Судьи: Козин Козлов Поляков |
| Киммо Ринтанен (М. Ниеминен) бол 31:40 | 0:1 1:1 1:2 1:3                          | 23:05 Ян Хуокко 34:59 Юхан Линдбум (М. Элунд) 38:50 Фредрик Оберг (Н. Фальк) |                            | Судьи: Козин Козлов Поляков |
|                                        |                                          |                                                                              |                            | Судьи: Козин Козлов Поляков |
|                                        |                                          |                                                                              |                            | Судьи: Козин Козлов Поляков |
|                                        |                                          |                                                                              |                            | Судьи: Козин Козлов Поляков |
| 4 мин                                  | Штраф                                    | 10 мин                                                                       |                            | Судьи: Козин Козлов Поляков |
|                                        |                                          |                                                                              |                            |                             |
|                                        | 19 (3+8+8)                               | Броски                                                                       | 21 (5+8+8)                 |                             |

| 19 декабря 1996 | Канада | 0 : 6 (0:2, 0:1, 0:3) | Россия | Дворец спорта ЦСКА, Москва Зрителей: 5000 |

| Отчёт  | Отчёт                        | Отчёт | Отчёт                                                          | Отчёт                         |
| ------ | ---------------------------- | --- | -------------------------------------------------------------- | ----------------------------- |
|        |                              | |                                                                |                               |
|        | Джордан Уиллис 00:00 - 60:00 | Вратари | 00:00 - 48:44 Максим Михайловский 48:44 - 60:00 Алексей Егоров | Судьи: Ярвеля Буланов Захаров |
|        | Голы:                        | |                                                                | Судьи: Ярвеля Буланов Захаров |
|        | 0:1 0:2 0:3 0:4 0:5 0:6      | 13:43 Александр Королюк (Д. Афиногенов) 17:23 Александр Прокопьев (С. Фокин, А. Королюк) 29:44 бол Дмитрий Ерофеев (О. Белов, С. Фокин) 26:02 бол Андрей Яханов (А. Козырев, А. Королюк) 27:11 Олег Белов (В. Буцаев) 19:39 мен Олег Белов (А. Егоров, Д. Афиногенов), |                                                                | Судьи: Ярвеля Буланов Захаров |
|        |                              | |                                                                | Судьи: Ярвеля Буланов Захаров |
|        |                              | |                                                                | Судьи: Ярвеля Буланов Захаров |
|        |                              | |                                                                | Судьи: Ярвеля Буланов Захаров |
| 32 мин | Штраф                        | 20 мин |                                                                | Судьи: Ярвеля Буланов Захаров |
|        |                              | |                                                                |                               |
|        | 18 (5+7+6)                   | Броски | 22 (5+9+8)                                                     |                               |

| 20 декабря 1996 | Чехия | 3 : 1 (1:0, 0:0, 2:1) | Канада | Дворец спорта ЦСКА, Москва Зрителей: 850 |

| Отчёт | Отчёт                        | Отчёт             | Отчёт                                                                                | Отчёт                              |
| --- | ---------------------------- | ----------------- | ------------------------------------------------------------------------------------ | ---------------------------------- |
| |                              |                   |                                                                                      |                                    |
| | Милан Гниличка 00:00 - 00:60 | Вратари           | 00:00 - 57:12 Блэйр Эллисон 58:12 - 58:42 Джордан Уиллис 59:49 - 60:00 Блэйр Эллисон | Судьи: Бокарев Шелянин Ан. Захаров |
| | Голы:                        |                   |                                                                                      | Судьи: Бокарев Шелянин Ан. Захаров |
| Роберт Ланг (Д. Выборны, И. Зеленка) бол 2:52 Иржи Выкоукал (Д. Выборны) 49:49 Давид Выборны (И. Выкоукал) 59:49 | 1:0 2:0 2:1 3:1              | 18:12 Джейсон Янг |                                                                                      | Судьи: Бокарев Шелянин Ан. Захаров |
| |                              |                   |                                                                                      | Судьи: Бокарев Шелянин Ан. Захаров |
| |                              |                   |                                                                                      | Судьи: Бокарев Шелянин Ан. Захаров |
| |                              |                   |                                                                                      | Судьи: Бокарев Шелянин Ан. Захаров |
| 26 мин | Штраф                        | 20 мин            |                                                                                      | Судьи: Бокарев Шелянин Ан. Захаров |
| |                              |                   |                                                                                      |                                    |
| | 24 (7+10+7)                  | Броски            | 15 (2+7+6)                                                                           |                                    |

| 21 декабря 1996 | Финляндия | 5 : 2 (2:2, 2:0, 1:0) | Чехия | Дворец спорта ЦСКА, Москва Зрителей: 1000 |

| Отчёт | Отчёт                       | Отчёт                                                                   | Отчёт                                                    | Отчёт                               |
| --- | --------------------------- | ----------------------------------------------------------------------- | -------------------------------------------------------- | ----------------------------------- |
| |                             |                                                                         |                                                          |                                     |
| | Яни Хурме 00:00 - 60:00     | Вратари                                                                 | 00:00 - 37:40 Мартин Прусек 37:40 - 60:00 Милан Гниличка | Судьи: Вайсфельд Ан.Захаров Буланов |
| | Голы:                       |                                                                         |                                                          | Судьи: Вайсфельд Ан.Захаров Буланов |
| Яркко Варвио (Ю. Линд, Э. Хамалайнен) 5:01 Мика Алатало (М. Кипрусофф) 12:35 Юха Риихиярви (П. Варис, Х. Вирта) 27:24 Йонас Яаскелайнен (М. Алатало, Т. Миеттинен) 37:40 Киммо Ринтанен (П. Сормунен) 41:05 | 0:1 1:1 1:2 2:2 3:2 4:2 5:2 | 4:21 бол Иржи Зеленка (И. Выкоукал, В. Бурда) 9:40 Петр Тон (И. Кучера) |                                                          | Судьи: Вайсфельд Ан.Захаров Буланов |
| |                             |                                                                         |                                                          | Судьи: Вайсфельд Ан.Захаров Буланов |
| |                             |                                                                         |                                                          | Судьи: Вайсфельд Ан.Захаров Буланов |
| |                             |                                                                         |                                                          | Судьи: Вайсфельд Ан.Захаров Буланов |
| 10 мин | Штраф                       | 6 мин                                                                   |                                                          | Судьи: Вайсфельд Ан.Захаров Буланов |
| |                             |                                                                         |                                                          |                                     |
| | 15 (3+5+7)                  | Броски                                                                  | 21 (4+7+10)                                              |                                     |

| 21 декабря 1996 | Россия | 1 : 3 (0:0, 0:2, 1:1) | Швеция | Дворец спорта ЦСКА, Москва Зрителей: 5800 |

| Отчёт                                       | Отчёт                           | Отчёт                                                                         | Отчёт                    | Отчёт                        |
| ------------------------------------------- | ------------------------------- | ----------------------------------------------------------------------------- | ------------------------ | ---------------------------- |
|                                             |                                 |                                                                               |                          |                              |
|                                             | Максим Михайловский 00:00-00:60 | Вратари                                                                       | 00:00-60:00 Юхан Хедберг | Судьи: Ярвеля Козлов Поляков |
|                                             | Голы:                           |                                                                               |                          | Судьи: Ярвеля Козлов Поляков |
| Дмитрий Ерофеев (С. Фокин, А. Барков) 40:32 | 0:1 0:2 1:2 1:3                 | 24:59 (бол) Пер Эклунд 38:01 Пер Свартвадет (П. Челльберг) 59:37 Юхан Линдбум |                          | Судьи: Ярвеля Козлов Поляков |
|                                             |                                 |                                                                               |                          | Судьи: Ярвеля Козлов Поляков |
|                                             |                                 |                                                                               |                          | Судьи: Ярвеля Козлов Поляков |
|                                             |                                 |                                                                               |                          | Судьи: Ярвеля Козлов Поляков |
| 16 мин                                      | Штраф                           | 22 мин                                                                        |                          | Судьи: Ярвеля Козлов Поляков |
|                                             |                                 |                                                                               |                          |                              |
|                                             | 23 (9+6+8)                      | Броски                                                                        | 26 (5+19+2)              |                              |

## Лучшие игроки турнира
| Вратарь    | Максим Михайловский |         |
| Защитник   | Марко Кипрусофф     |         |
| Нападающий | Патрик Челльберг    |         |
| Бомбардир  | Александр Королюк   | 6 (4+2) |
| MVP        | Александр Королюк   |         |

## Победитель
| Победитель Приза «Известий» 1996 |
| Швеция Первый титул              |